# Humen
A Humen magazin LMBTQ olvasókat megcélzó, ingyenesen terjesztett, magyar kulturális és életmódmagazin volt 2011 és 2022 között. Azóta Humen Online néven online hírportálként működik.
A szerkesztőség Váradi Sándor vezetésével 2011-ben Magyarországon újfajta kezdeményezésként kezdte meg működését, saját terjesztésben. A magazin első számú célja az volt, hogy kövesse azt a trendet, ami a melegek magazinjaitól is megkívánja az olyan témákat, mint fogyasztási szokások, fogyasztói kultúra, életmód, divat, utazás, zene, program, és hogy ezeknek minőségi keretet adjon.
A magazin egyúttal összekötő kapocs kívánt lenni a társadalom heteroszexuális és homoszexuális tagjai között. 
A magazin az LMBT-t, az addig megszokottól eltérően, nem szubkultúraként határozta meg. 
A magazin a kezdetekben szoros együttműködésben dolgozott más sajtóorgánumokkal, így a Mosaic Online hírportállal, a RadioPink internetes rádióval, valamint a Tiszta Beszéd című, népszerű közéleti bloggal.
2013-ban a tulajdonosi szerkezet átalakult, ezzel egy időben a lap főszerkesztését Kanicsár Ádám András vette át. A lapot ettől kezdve az art-mozik és más  kulturális-művelődési intézmények segítségével is terjesztik.
Kezdetben Kanicsár Ádám András volt a főszerkesztő, őt 2014-ben Balogh Máté váltotta fel. Szincsák Gergő Bendegúz mellett Filákovity Radojka lett a magazin vezető szerkesztője. Szerkesztők még: Bámli Zoltán, Dr. Pónyai Katinka, Makai Gábor, Waliduda Dániel, Erdei Zsolt szerkesztők.
Korábbi szerkesztők: Hercsel Adél, Sallai Alex, Tóth Márton
2016 óta a Humen Magazin készíti a Sziget Fesztivál hivatalos különszámát magyar és angol nyelven Humen Magazin - Sziget címmel.
A Humen 2016-ban saját LMBTQ filmfesztivált indított Humen Film Festival néven, a rendezvénynek a budapesti Művész mozi ad otthont.